# Johann Greif
Johann Greif (8. května 1892 Šluknov – 28. ledna 1937 Dobřany) byl československý politik německé národnosti a meziválečný poslanec Národního shromáždění za Německou křesťansko sociální stranou lidovou.

## Biografie
Vystudoval národní, měšťanskou a odbornou školu v Šluknově. Pracoval v textilních podnicích. Po vojenské službě byl v letech 1918–1920 úředníkem elektrotechnického podniku. Později byl aktivní v odborech textilního průmyslu. Od roku 1921 pracoval v ústředí křesťansko sociálních odborů a v letech 1921–1923 byl jejich tajemníkem v regionu Varnsdorfu a Šluknova. Od roku 1923 byl tajemníkem Svazu křesťanských dělníků textilního a oděvního průmyslu a byl pověřen organizační prací v jižních, západních a severních Čechách. Podle údajů k roku 1929 byl profesí odborovým tajemníkem z Falknova nad Ohří.
V parlamentních volbách v roce 1925 získal poslanecké křeslo v Národním shromáždění. Mandát obhájil v parlamentních volbách v roce 1929.